# Zolotarevita
La zolotarevita és un mineral de la classe dels silicats. Rep el nom en honor del Dr. Andrey A. Zolotarev (n. 1982), un cristal·lògraf de la Universitat Estatal de Sant Petersburg (Rússia).

## Característiques
La zolotarevita és un ciclosilicats de fórmula química Na₅Zr[Si₆O15(OH)₃]·3H₂O. Va ser aprovada com a espècie vàlida per l'Associació Mineralògica Internacional l'any 2021, sent publicada l'any 2022. Cristal·litza en el sistema trigonal.
L'exemplar que va servir per a determinar l'espècie, el que es coneix com a material tipus, es troba conservat a les col·leccions del museu mineralògic i geològic de l'Institut Geològic del Centre Científic de Kola, a Rússia, amb el número de catàleg: gim 7910.

## Formació i jaciments
Va ser descoberta a Rússia, concretament al mont Al·luaiv, situat al districte de Lovozero (óblast de Múrmansk), l'únic indret de tot el planeta on ha estat descrita aquesta espècie mineral.